# Fantan Mojah
Owen Moncrieffe, mer känd som Fantan Mojah (född 5 augusti 1975), är en Jamaicansk reggaesångare. Han började sin karriär i musikbranschen som ansvarig för ett mobilt diskotek, ett s.k. sound system. Som ett resultat av det mentorsystem med fonderade medel för nya begåvningar (pengar som fonderats av 1970- och 1980-talets stora reggaestjärnor med ekonomiska framgångar) som numera finns på Jamaica fick Owen Moncrieffe göra en provinspelning 1994. Detta föll väl ut, och han bytte artistnamn från "Mad Killer" till "Fantan Mojah" i samband med att hans debutalbum släpptes år 2005. 2008 kom albumet "Stronger" på engelska skivbolaget Greensleeves, albumet innehåller svenskproducerade "No Ordinary Herb" på Greenheart rytmen utgiven av Hi-Score Music och inspelad och mixad av Soundism. Fantan Mojah är rastafaritroende.

## Diskografi
Studioalbum
- 2005 – Hail the King
- 2008 – Stronger
- 2012 – Rebel I Am
- 2016 – Soul Rasta

Singlar
- No Ordinary Herb

Samlingsalbum (div. artister)
- 2011 – Think Twice Riddim (Fantan Mojah med "Rasta Got Soul")
- 2008 – "Stronger" (Fantan Mojah med "No Ordinary Herb")